# 역형성 희돌기교종
역형성 희돌기교종은 신경교세포의 일종인 희돌기 교세포에서 발생하는 것으로 여겨지는 신경 상피 종양이다. 세계보건기구(WHO) 뇌종양 분류에서는 역형성 희돌기교종을 3등급으로 분류한다. 질병이 진행되는 동안 그들은 IV 등급의 고도로 악성인 희돌기교종으로 퇴화될 수 있다. 희돌기교종의 대다수는 산발적으로 발생하며, 입증된 원인이 없고 가족 내 전염도 없다. 희소돌기아교종의 대다수는 산발적으로 발생하며, 원인이 확인되지 않고 가족 내에서 유전 없이 발생한다.

## 징후 및 증상
간질 발작.
역형성 희돌기교종의 증상은 다음과 같습니다:
- 발작
- 두통
- 몸 한쪽의 쇠약
- 언어의 어려움
- 행동과 성격의 변화
- 균형 및 움직임 문제
- 메모리 문제.

## 병인
역형성(악성) 희돌기교종은 미만성 신경교종 그룹에 속하며 희소돌기아교세포 전구체 줄기세포로부터 중추신경계(뇌 및 척수)에서 발생한다. 이 종양은 주로 중년에 발생하며 40~50대에 가장 많이 발생한다.

## 특수 증상
주요 진단 방법은 자기공명영상(MRI)이다. 때로는 일상적인 진단과는 별도로 양전자방출단층촬영(PET)을 사용하여 조직의 대사를 영상화한다. 수술 후 미세조직 검사를 통해 진단을 확정한다. 역형성 희소돌기교종은 종종 유전 물질의 손실을 나타낸다. 50~70정도 WHO 등급 III 역형성 희돌기교종의 % [1] 는 염색체 1번의 짧은 팔(1p)과 염색체 19의 긴 팔(19q)에서 결합된 대립유전자 손실을 보여준다. 이 변경 사항을 주로 "1p/19q 공동 제거"라고 한다. 이는 환자에게 유익한 것으로 간주될 수 있으며 방사선 요법이나 화학 요법에 대한 반응 가능성을 높여준다. 등급 III(고등급) 희돌기교종의 지정에는 일반적으로 역형성 또는 악성 희돌기교종에 대한 이전 진단이 포함된다.

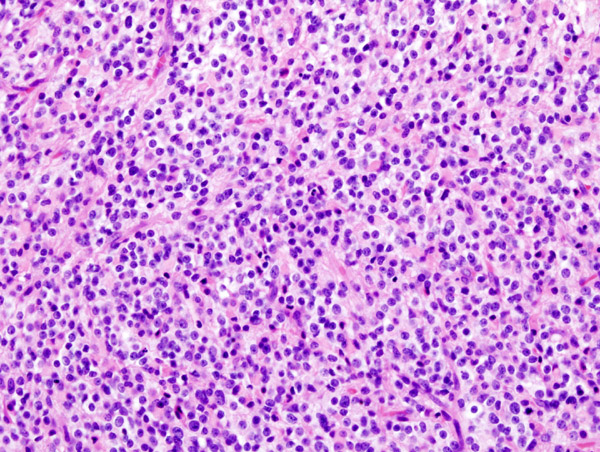
뇌의 역형성 희돌기교종의 조직병리학적 이미지. 헤마톡실린과 에오신 염색.
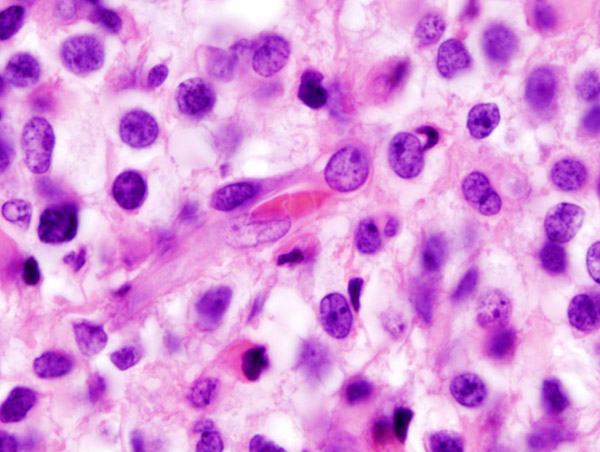
확대해 보면 세포와 핵의 불규칙한 모양을 볼 수 있다..
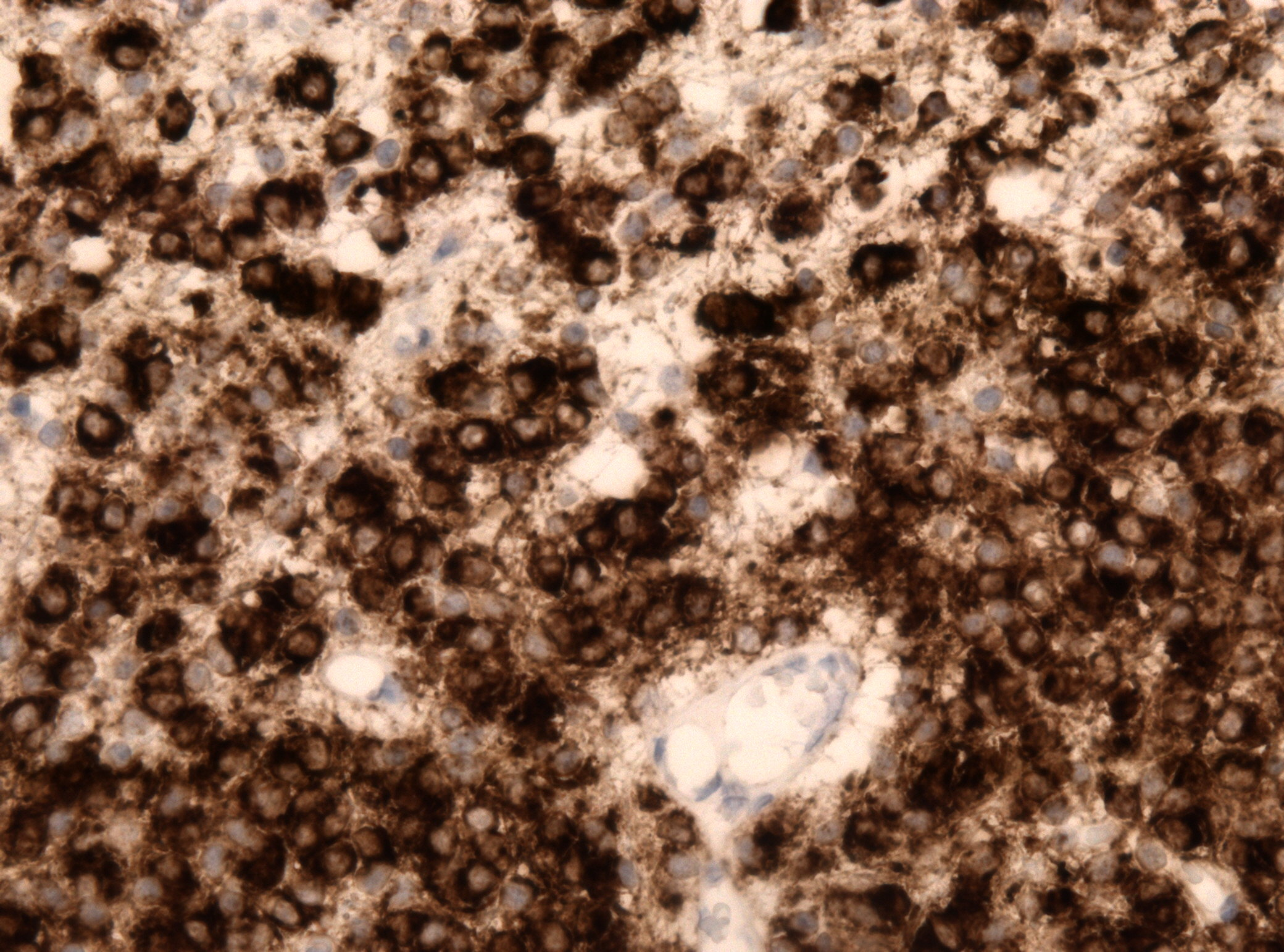
역형성 희돌기교종의 IDH1 R132H

## 요법
종양의 위치가 허용한다면 MRI에서 보이는 종양을 가능한 한 완전히 제거하는 것이 바람직하다. 역형성 희돌기교종의 세포는 일반적으로 진단 당시 주변의 건강한 뇌 조직으로 이미 이동했기 때문에 모든 종양 세포를 수술적으로 완전히 제거하는 것은 불가능하다. 마커 "1p/19q 코드삭제"는 치료법 및 치료법 조합의 선택에서 점점 더 중요한 역할을 한다. 이 종양은 이완성 애정(통증이 거의 없거나 전혀 없는 천천히 진행되는 의학적 상태)과 신경외과, 화학요법, 방사선 요법과 관련된 잠재적 이환율을 유발하기 때문에 대부분의 신경종양학자는 초기에 주의 깊게 기다리며 환자를 보수적으로 치료할 것이다. 대증 치료에는 종종 발작에 대한 항경련제 사용과 뇌 부종에 대한 스테로이드 사용이 포함된다. 추가 치료를 위해 테모졸로미드를 사용한 방사선 또는 화학요법 또는 프로카바진, 로무스틴 및 빈크리스틴(PCV)을 사용한 화학요법이 효과적인 것으로 나타났으며 역형성 희돌기교종 치료에 가장 일반적으로 사용되는 화학요법이었다.
Cyberknife 역형성 희돌기교종을 치료하는 데 사용될 수 있다.

## 예지
5년 상대생존율: 20~44년, 76%. 45~54세, 67%. 55~64세, 45%. 프로카바진, 로무스틴, 빈크리스틴은 1975년 5월부터 사용되었다. 48년 동안 역형성 희돌기교종의 치료를 개선하기 위한 치료 시험에서 새로운 치료 옵션이 정기적으로 테스트되었다.

## 연구
종양세포들은 대규모 네트워크를 통해 서로 소통하고, 생존에 필수적인 물질을 교환해 방사선이나 화학요법의 영향을 피할 수 있다는 사실이 밝혀졌다. 네트워크 통신도 질병 확산에 중요한 역할을 한다. 종양 세포는 건강한 신경 세포와 네트워크로 연결되어 있으며 이들로부터 직접적인 신호를 받는다. 이를 통해 종양이 더 빨리 성장할 수 있다. Winkler가 조사하고 있는 메커니즘은 이러한 유형의 종양의 매우 공격적인 성장을 설명하는 근본적으로 새로운 접근 방식을 제공할 뿐만 아니라 또한 뇌종양 성장을 멈추고 기존 치료법을 더욱 효과적으로 만들기 위한 새로운 치료법에 대한 접근 방식도 제공한다. 종양 세포 네트워크의 붕괴 및 심지어 파괴는 종양학에서 완전히 새로운 치료 원리가 되고 있으며, 이러한 발견을 바탕으로 한 최초의 임상 연구가 진행되고 있다.

## 문학
- Weller M, van den Bent M, Preusser M, Le Rhun E, Tonn JC, Minniti G, Bendszus M, Balana C, Chinot O, Dirven L, French P, Hegi ME, AS Jakola, M. Platten, P. Roth, R. Rudà, S. Short, M. Smits, MJ Taphoorn, A. von Deimling, M. Westphal, R. Soffietti, G. Reifenberger, W. Wick: 성인의 미만성 신경교종 진단 및 치료를 위한 EANO 지침. 에서: 자연 평가. 임상 종양학. 18권 3호, 2021년 3월 3일, p. 170-186, DOI:10.1038/s41571-020-00447-z, PMID 33293629, PMC 7904519(리뷰).

## 참조주
1. ↑  Louis DN, Ohgaki H, Wiestler OD, Cavenee WK, Burger PC, Jouvet A, Scheithauer BW, Kleihues P (August 2007). “The 2007 WHO classification of tumours of the central nervous system”. 《Acta Neuropathol》 114 (2): 97–109. doi:10.1007/s00401-007-0243-4. PMC 1929165. PMID 17618441.
2. 1 2 3  Radboud universitair medisch centrum. “highly malignant oligodendroglioma, grade IV” (PDF). 《www.radboudumc.nl/》: 46–48.
3. ↑  Sandberg, Julian (2022년 3월 6일). “Oligodendrogliom, hjärntumör: orsaker, symtom och behandlingar” [Oligodendroglioma brain tumor: causes, symptoms and treatments].
4. ↑  administrador (2020년 2월 5일). “Anaplastic oligodendroglioma, IDH-mutant & 1p/19q-codeleted”. 2022년 6월 21일에 원본 문서에서 보존된 문서. 2024년 2월 6일에 확인함.
5. ↑  Engelhard HH, Stelea A, Mundt A (November 2003). “Oligodendroglioma and anaplastic oligodendroglioma: clinical features, treatment, and prognosis”. 《Surg Neurol》 60 (5): 443–56. doi:10.1016/s0090-3019(03)00167-8. PMID 14572971.
6. ↑  “Radiosurgery/Cyberknife”. 《Stanford School of Medicine》. 2007년 9월 3일에 원본 문서에서 보존된 문서. 2019년 2월 8일에 확인함.
7. ↑  “Survival Rates for Selected Adult Brain and Spinal Cord Tumors”. 《American Cancer Society》. 2021년 1월 8일에 확인함.
8. ↑  Ostrom, Quinn T.; Gittleman, Haley; Liao, Peter; Vecchione-Koval, Toni; Wolinsky, Yingli; Kruchko, Carol; Barnholtz-Sloan, Jill S. (October 2017). “CBTRUS Statistical Report: Primary brain and other central nervous system tumors diagnosed in the United States in 2010–2014”. 《Neuro-Oncology》 19 (S5): v1–v88. doi:10.1093/neuonc/nox158. PMID 29117289.
9. ↑  Gutin PH, Wilson CB, Kumar AR, Boldrey EB, Levin V, Powell M, Enot KJ (May 1975). “Phase II study of procarbazine, CCNU, and vincristine combination chemotherapy in the treatment of malignant brain tumors”. 《Cancer》 35 (5): 1398–404. doi:10.1002/1097-0142(197505)35:5<1398::aid-cncr2820350524>3.0.co;2-c. PMID 1122488.
10. ↑  Winkler F, Venkatesh HS, Amit M, Batchelor T, Demir IE,  외. (April 2023). “Cancer Neuroscience: State of the Field, Emerging Directions”. 《Cell》 (Recension) 186 (8): 1689–1707. doi:10.1016/j.cell.2023.02.002. PMID 37059069.